# کداره (روستا)
 کداره  به عربی ( الَکدارَة )، روستایی است در دهستان ناحیه از توابع استان شبوه در کشور یمن در شبه جزیره عربستان. 

## جمعیت
جمعیت آن (۹۸ ) نفر (۱۱ خانوار) می‌باشد.